# Miracle (Paula Seling & Ovi-dal)
A Miracle (magyarul: Csoda) egy dal, amely Romániát képviselte a 2014-es Eurovíziós Dalfesztiválon, Koppenhágában Paula Seling és Ovi előadásában.
A dal a 2014. március 1-én rendezett román nemzeti döntőben nyerte el az indulás jogát, ahol a zsűri és a nézői szavazatok együttese alakította ki a végeredményt. 22 ponttal az első helyen végzett a 12 fős mezőnyben.
A dalt Koppenhágában először a május 8-i második elődöntőben adták elő, fellépési sorrendben utolsóként, azaz tizenötödikként a szlovén Tinkara Kovač Round and Round című dala után. A szavazás során 125 ponttal a 2. helyen végeztek, így továbbjutottak a döntőbe.
A május 10-én rendezett döntőben fellépési sorrendben hatodikként adták elő a norvég Carl Espen Silent Storm című dala után, és az örmény Aram Mp3 Not Alone című dala előtt. A szavazás során 72 pontot szerzett, ez a 12. helyet jelentette a huszonhat fős mezőnyben.